# Gunnera-familien
Gunnera-familien (Gunneraceae) er udbredt på alle de sydlige kontinenter. Det er stauder med grundstillede blade og kompakte, kogleagtige blomsterstande. Familien har kun én slægt.
| Slægter |

- Gunnera